# Републикански път III-2072
Републикански път IIІ-2072 е третокласен път, част от Републиканската пътна мрежа на България, преминаващ изцяло по територията на Варненска област, Община Вълчи дол. Дължината му е 11,9 km.
Пътят се отклонява надясно при 10,4 km на Републикански път III-207 северно от село Добротич и се насочва на изток през най-южните части на Добруджанското плато. Минава през селата Михалич и Искър и в центъра на град Вълчи дол се свързва с Републикански път III-2702 при неговия 24,9 km.
| Пътища, отклоняващи се надясно (населено място, № на пътя, посока на пътя) | km   | Пътища, отклоняващи се наляво (посока на пътя, № на пътя, населено място) |
| -------------------------------------------------------------------------- | ---- | ------------------------------------------------------------------------- |
| Община Вълчи дол, III-207, 10,4 km →                                       | 0,0  | → 10,4 km, III-207, Община Вълчи дол                                      |
| с. Михалич                                                                 | 2,7  | → с. Михалич, общински път (за с. Кракра)                                 |
| с. Искър                                                                   | 5    | с. Искър                                                                  |
| (до гр. Суворово) III-2702, 24,9 km, гр. Вълчи дол ←                       | 11,9 | ← гр. Вълчи дол, 24,9 km, III-2702 (от с. Одринци)                        |